# La Cage aux canaris
Pour plus de détails, voir Fiche technique et Distribution.
La Cage aux canaris (Клетка для канареек) est un film soviétique réalisé par Pavel Tchoukhraï, sorti en 1983,.

## Fiche technique
- Photographie : Mikhail Bits
- Musique : Igor Kantioukov
- Décors : Sovet Agoian, Leonid Svinitski, I. Beliakova
- Montage : Antonina Zimina